# Ectobius tingitanus
Ectobius tingitanus är en kackerlacksart som beskrevs av Bolivar 1914. Ectobius tingitanus ingår i släktet Ectobius och familjen småkackerlackor.
Artens utbredningsområde är Marocko. Inga underarter finns listade i Catalogue of Life.